# Arisen from the Ashes
Arisen from the Ashes är ett musikalbum med Ondskapt, utgivet 2010 av Osmose Productions. Albumet spelades in i Necromorbus studio mars-april 2009.

## Låtlista
1. "Intro"
2. "Ominous Worship of the Divine"
3. "A Graveyard Night"
4. "Vehicle of Stone"
5. "Astute Sceptre"
6. "Impaled by the Fundaments of Our Time"
7. "Killing the Human Mind"
8. "Arisen from the Ashes"

## Medverkande musiker
- Acerbus - Sång
- S.W. - Gitarr
- Avsky - Bas
- J. Wallgren - Trummor